# Rundstarr
Rundstarr (Carex rotundata) är en halvgräsart som beskrevs av Göran Wahlenberg. Enligt Catalogue of Life ingår Rundstarr i släktet starrar och familjen halvgräs, men enligt Dyntaxa är tillhörigheten istället släktet starrar och familjen halvgräs. Arten är reproducerande i Sverige. Inga underarter finns listade i Catalogue of Life.